# Retardante de llama

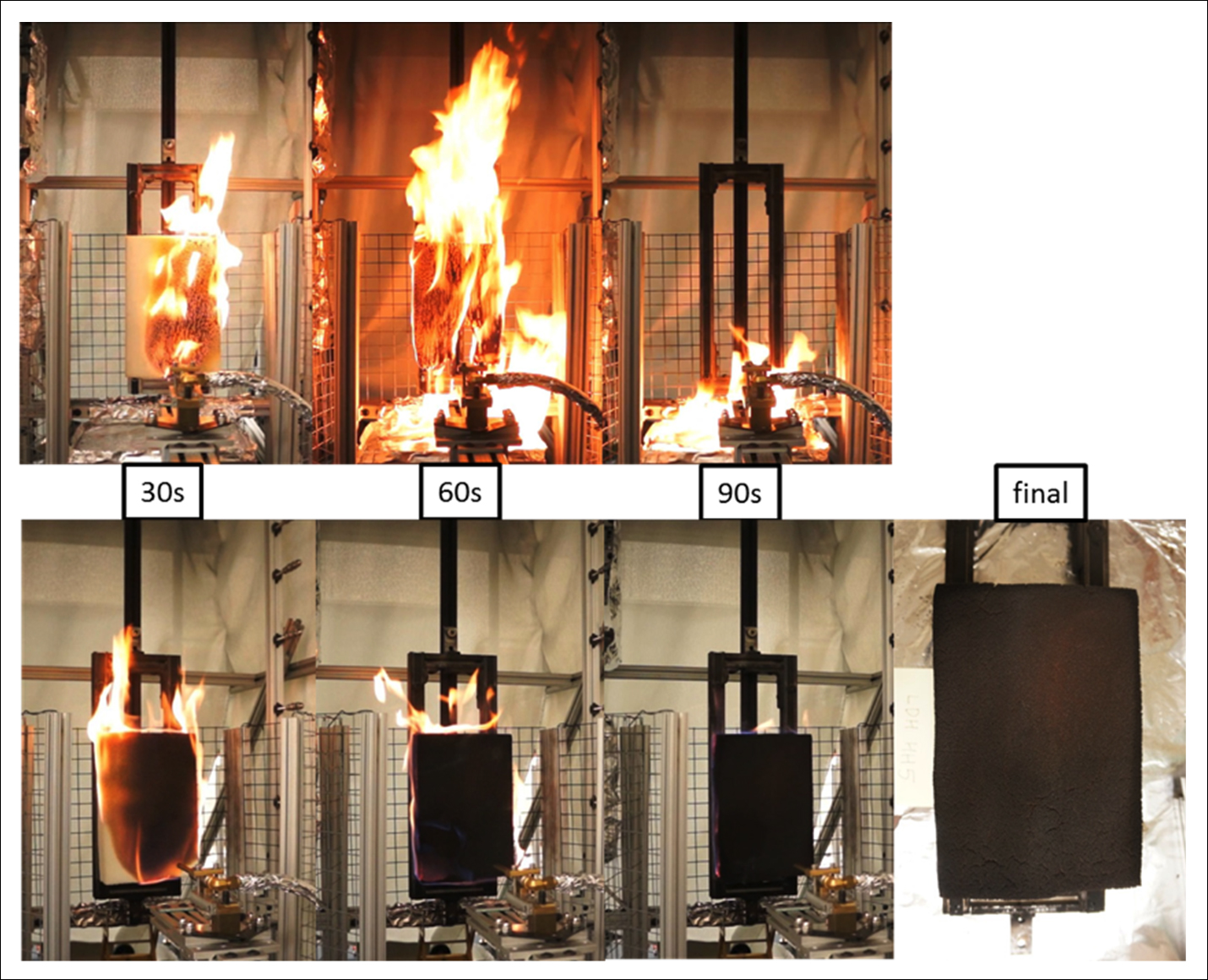
Ensayo de inflamabilidad

El término retardantes de llama incluye un grupo diverso de sustancias químicas que se agregan a materiales fabricados como plásticos y textiles, y acabados de superficies y revestimientos. Los retardantes de llama son activados por la presencia de una fuente de ignición y sirven para prevenir o retardar el desarrollo del encendido por una variedad de diferentes métodos físicos y químicos. Se puede añadir como un copolímero durante la polimerización de un polímero, mezclado con el polímero en un proceso de moldeo o extrusión o, en especial para textiles, aplicado como un tópico final. Minerales ignífugos son típicamente aditivos mientras organohalogenados y compuestos organofosforados pueden ser reactivos o aditivos.

## Problemas medioambientales
Los primeros retardantes de llama, bifenilos policlorados, fueron prohibidos en EE.UU en 1977 cuando se descubrió que son tóxicos, y a nivel internacional desde 2001. Posteriormente, desde 2004 la Unión Europea comenzó la prohibición de algunos retardantes de llama bromados, ampliando las restricciones de nuevo en 2008. Su toxicidad se produce especialmente en caso de incendio, puesto que su mecanismo de actuación implica la liberación de ácido clorhídrico.
Desde 2004, la Unión Europea ha patrocinado numerosos estudios científicos para evaluar la toxicidad de los retardantes de llama bromados y buscar alternativas con menor impacto ecológico. Simultáneamente, múltiples organismos internacionales, como la EFSA en la Unión Europea y EPA y FDA en Estados Unidos, han llevado a cabo estudios complementarios y propuesto restricciones adicionales en el uso de compuestos con retardantes de llama, haciendo especial énfasis en los materiales, como cables eléctricos, empleados en lugares de gran afluencia pública.

## Beneficios de la aplicación de retardante de fuego
Prevención de incendios
Uno de los principales beneficios de aplicar retardantes de fuego es la prevención efectiva de incendios. Al retardar la propagación de las llamas, se gana tiempo valioso para la evacuación y respuesta de emergencia.
Protección de activos y personas
Además de proteger tus bienes materiales, la seguridad de tu personal y clientes es primordial. Un incendio puede tener consecuencias devastadoras no solo en términos económicos, sino también en la salud y seguridad de las personas.
Cumplimiento de normativas de seguridad
En muchos países, cumplir con las normativas de seguridad contra incendios es una obligación legal. La aplicación de retardantes de fuego te ayuda a cumplir con estas regulaciones, evitando multas y posibles problemas legales.